# Lineoppia mastax
Lineoppia mastax är en kvalsterart som först beskrevs av Balogh och Sandór Mahunka 1977.  Lineoppia mastax ingår i släktet Lineoppia och familjen Oppiidae. Inga underarter finns listade i Catalogue of Life.